# ریویچی یونیاما
ریویچی یونیاما (ژاپنی: 米山 隆一؛ زادهٔ ۱۸ فوریهٔ ۱۹۶۹) یک بازیکن فوتبال اهل ژاپن است.
از باشگاه‌هایی که در آن بازی کرده‌است می‌توان به باشگاه فوتبال توکیو وردی و باشگاه فوتبال ساگان توسو اشاره کرد.